# Horace (Kansas)
Pour les articles homonymes, voir Horace (homonymie).
Horace est une ville américaine située dans le comté de Greeley, au Kansas. Selon le recensement de 2020, sa population est de 102 habitants.